# Lit de justice

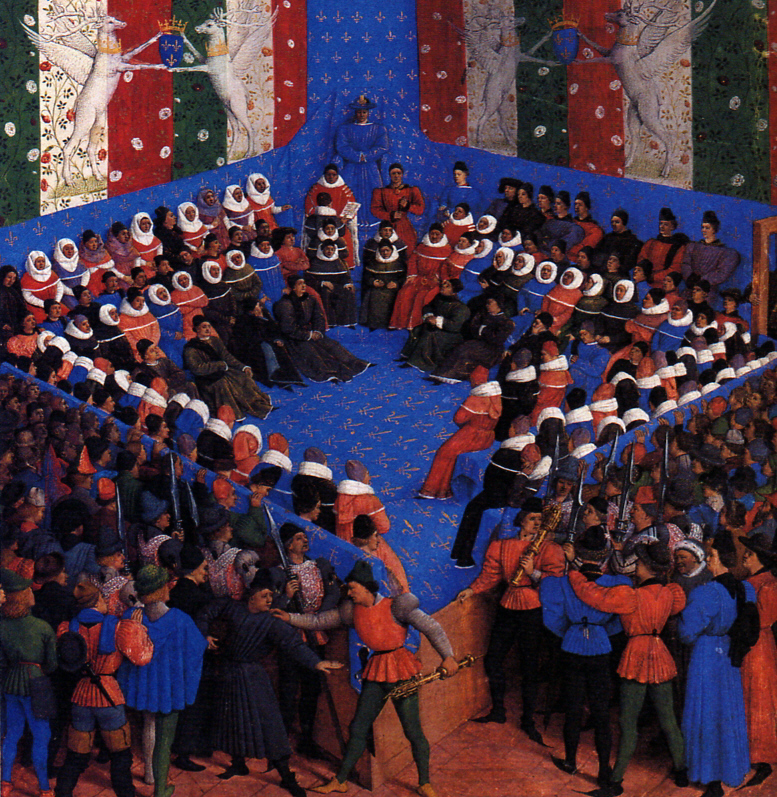
Lit de justice do rei Carlos VII no Parlamento de Paris, em 1450

Na França durante o Ancien Régime, o lit de justice era uma sessão formal do Parlamento de Paris, presidida pelo rei. Durante a Idade Média, nem todas as presenças do rei de França num parlement deram lugar a um lit de justice formal. Era costume de Filipe IV e dos seus três filhos, de Carlos V, de Carlos VI, e de Luís XII de assistir a sessões de vários parlements com regularidade.
Um lit de justice em Paris tinha normalmente lugar na Grand Chambre du Parlement do antigo palácio real na Île de la Cité, que ainda permanece como Palais de Justice nos dias de hoje. O rei, vindo de actos de devoção religiosa na vizinha Sainte-Chapelle, entrava acompanhado pelo seu chanceler, príncipes de sangue, duques e pares do reino, cardeais e militares, e tomava o seu lugar em assentos almofadados debaixo de uma cobertura (lit) num canto da sala. Cinco almofadas formavam o lit: o rei sentava-se numa, outra servia de encosto, duas amparavam os seus braços e outra os pés. Os pares do reino e os prelados sentavam-se de ambos os lados. Antes da chegada real um grande espaço era deixado vazio, pois o rei poderia querer discutir assuntos particulares em privacidade. Para preservar a ordem, era proibido a todos deixarem o seu assento ou aproximar-se do lit sem ser chamado.
O rei necessitaria apenas de dizer algumas palavras preliminares, seguidas pela fórmula mon chancelier vous dira le reste, enquanto o chanceler, sentado a seus pés, lia em voz alta o resto da real declaração, como a declaração de uma regência ou de uma real maioria, ou declarações de guerra ou de paz. O lit de justice também serviu para o rei contrariar parlements rebeldes, impondo a sua soberania. Na Idade Média, um lit de justice foi palco para aplicar justiça para graves crimes cometidos por aristocratas. No século XVI começou a ser manipulado para fazer aprovar éditos reais. No século XVII foi raramente usado, mas foi reavivado com Luís XV, levantando polémica entre os parlamentares da noblesse de robe, conscientes das suas prerrogativas.
O lit de justice, pela forma como foi reavivado no século XVI, a partir de 1527, foi destinado pelo partido real como uma expressão da justiça real, com vagos e imemoriais antecedentes na reunião de nobres ao ar livre presidida por reis Merovíngios. Na presença do rei o Parlamento perdia a sua habitual qualidade de juiz para assumir o papel de conselheiro, seguindo o princípio adveniente principe, cessat magistratus ("com a chegada do rei, os magistrados terminam"). Como as relações entre Henrique III e o Parlamento de Paris se tornaram tensas, o rei usou a sua presença no lit de justice para fazer valer a sua vontade sobre um recalcitrante tribunal.